# Val Venosta
Pour les articles homonymes, voir Venosta.
Le val Venosta (en allemand : Vinschgau, ancienne graphie Vintschgau) est une vallée alpine qui se trouve dans l'Ouest de la province autonome de Bolzano (ou Haut Adige, ou Tyrol du Sud) en Italie. Il s'étend le long du cours supérieur de l'Adige, du col de Resia jusqu'à Parcines (Partschins) à l'est. La région est réputée pour sa culture de pommes car le climat y est doux. Le chef-lieu de cette vallée est Silandro (Schlanders).

## Toponymie
Le nom italien, comme le nom allemand, est derivé de la tribu celte des Vénostes (Venostae), dont le nom est mentionné sur le monument romain du Trophée des Alpes. Au haut Moyen Âge, la région fut un Gau des royaumes francs, puis du duché de Bavière dans la Francie orientale. Le 13 juin 1077, le roi Henri IV offrait les domaines de Schlanders in pago Finsgowe à l'évêque Altwin de Brixen – la première mention documentée du lieu.

## Géographie
Le val Venosta correspond à la partie supérieure du cours de l'Adige, qui prend sa source à 1 507 mètres d’altitude au col de Resia (Reschenpass). La vallée a d'abord une orientation nord-sud, puis s'infléchit vers l'est au sud de Sluderno.
Le val Venosta est limitrophe de l'Autriche au nord et de la Suisse (canton des Grisons) à l'ouest. Au sud, il est bordé par la Lombardie.
La vallée est encadrée au sud-ouest par le massif de l'Ortles (dominé par l'Ortles, plus haut sommet de la région du Trentin-Haut-Adige à 3 905 m) et au nord-est par les Alpes vénostes ou Alpes de l'Ötztal.

### District du val Venosta

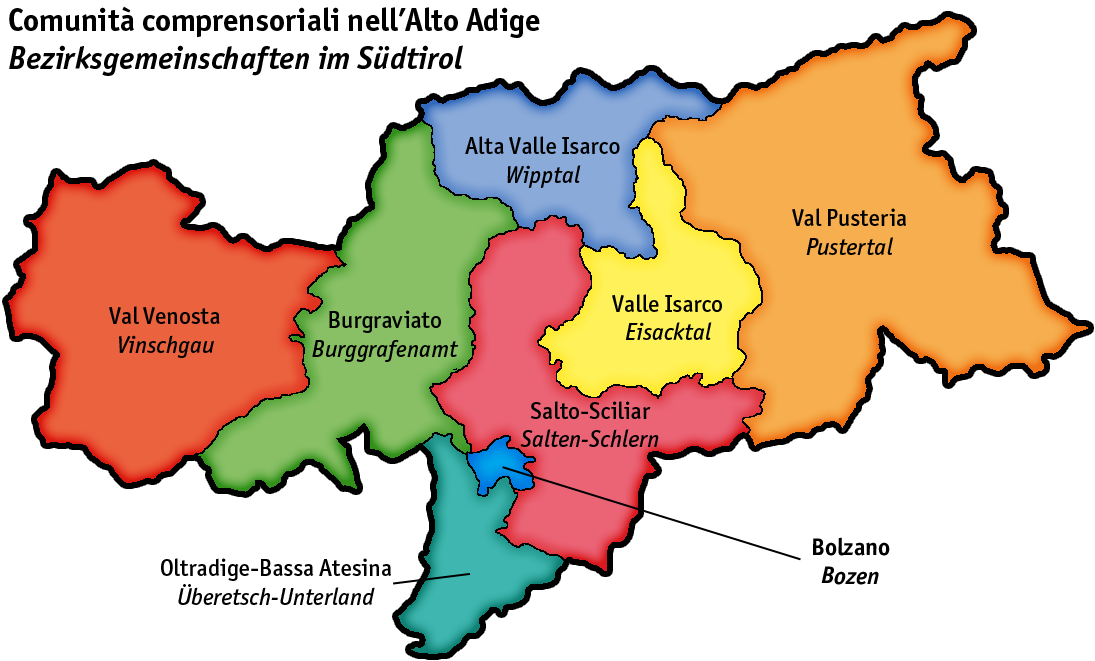
Situation du district du val Venosta (rouge) dans la province autonome de Bolzano.

Le district du val Venosta a été fondé en 1962. Ses 13 communes couvrent un territoire total de 1 442 km2 et comptent environ 35 000 habitants dont la quasi-totalité est de langue maternelle allemande.
Les 13 communes sont :
1. Castelbello-Ciardes - Kastelbell-Tschars
2. Curon Venosta - Graun
3. Glorenza - Glurns
4. Laces - Latsch
5. Lasa - Laas
6. Malles Venosta - Mals
7. Martello - Martell
8. Prato allo Stelvio - Prad am Stilfserjoch
9. Silandro - Schlanders
10. Sluderno - Schluderns
11. Senales - Schnals
12. Stelvio - Stilfs
13. Tubre - Taufers im Münstertal